# Daya-Nand Verma
Daya-Nand Verma (* 25. Juni 1933 in Varanasi; † 10. Juni 2012 in Mumbai) war ein indischer Mathematiker, der sich mit Darstellungstheorie von Lie-Algebren befasste.
Verma wurde 1966 an der Yale University bei Nathan Jacobson promoviert (Structure of some induced representations of complex semisimple Lie algebras). Darin führte er Darstellungen von Lie-Algebren ein, die später als Verma-Moduln bekannt wurden. 1967/68 war er am Institute for Advanced Study. Ab 1968 war er am Tata Institute of Fundamental Research in Mumbai, wo er den Rest seiner Karriere blieb, von Gastprofessuren in den USA und Europa abgesehen. 1994 ging er in den Ruhestand.